# Kolubara
Kolubara je rijeka u zapadnoj Srbiji, desna pritoka Save. Kolubara je duga oko 123 km, dok joj je porječje 3641 km². Nastaje od izvorišnih krakova Obnice i Jablanice. 

## Opći pregled
Kolubaru tvore dvije rijeke Obnica i Jablanica. 
Obnica je rijeka u zapadnoj Srbiji koja izvire u podnožju planine Medvednik. Teče prema istoku, kroz sela Suvodanje, Bobova, Majinović, Pričević i Zlatarić, a kod grada Valjeva susreće rijeku Jablanicu i formira Kolubaru. Obnica je dugačka 25 km.
Jablanica nastaje na istočnim padinama planine Jablanik, samo nekoliko kilometara udaljena od Obnice. Zavija oko planine Parač i pored sela Balinović, prije nego što se sretne s Obnicom u Valjevu. Jablanica je duga 21,5 km.
Ovo je ujedno i početak 90 km (56 milja) regije doline Kolubare, podijeljene u dva velika dijela, koja se nazivaju Gornja Kolubara i Donja Kolubara (oko beogradskog predgrađa Obrenovac).

## Gornja Kolubara
Na Valjevu Kolubara s desne strane prima rijeku Gradac i formira dolinu Valjeva između okolnih planina, u koju se izlijeva u nekoliko paralelnih tokova. Nakon Valjeva, najmnogoljudnijeg grada zapadne Srbije, na rijeci nema većih naselja, osim sela Mlađevo i Slovac i rijeka prima desne pritoke Ribnicu i Lepenicu i lijevu pritoku Rabasa. Na Slovcu, u blizini ušća desne pritoke u Toplicu, Kolubara je urezala epigenetsku Slovačku sutjesku koja razdvaja Gornju i Donju Kolubaru. Gornja Kolubara čini veći dio modernog kolubarskog okruga Srbije.

## Donja Kolubara
Kolubara skreće prema sjeveru i nastavlja teći u nekoliko paralelnih tokova, primajući na ovom dijelu svoje glavne pritoke: rijeku Ljig, Turiju, Lukavicu i Peštan, s desne strane; Kladnica i Tamnava, slijeva. Zbog poplava, iako je njezina dolina gusto naseljena, na samoj rijeci nema naselja, sve dok ne stigne do Obrenovca, nekoliko kilometara prije nego što se ulije u Savu (plovna samo uz njezino ušće u Savu). Međutim, u blizini Kolubare nalaze se mnoga velika sela i gradovi: Lajkovac, Jabučje, Lazarevac, Šopić, Skobalj, Vreoci, Mali Borak, Veliki Crljeni, Draževac, Mislođin i Barič, gdje se ulijeva u Savu.
Sama donja Kolubara podijeljena je u dvije podregije, (gornji) kolubarski sliv ugljena i (donju) obrenovačku mikroregiju.